# Cambisol
Cambisol er en jordtype med begyndende jordformation. Dette kan ses ved en svag, mest brunlig misfarvning og/eller strukturformation i jordprofilen.

Cambisol udvikles i middel og fin-teksturerede materialer afledt fra bred mængde af klipper, mest fra alluvial, colluvial og aeoliane aflejringer.
De fleste af disse jorde er eller vil være god landbrugsjord og anvendes intensivt. Cambisol i tempererede klima er blandt de mest produktive jorde på jorden.
Cambisol dækker omkring 15 millioner kvadratkilometer verden rundt og heriblandt store arealer af Sahara.
Cambisol er et element i World Reference Base for Soil Resources.